# کبوتر میوه‌خوار جامبو
کبوتر میوه‌خوار جامبو (نام علمی: Ptilinopus jambu) نام یک گونه از سرده کبوتر میوه‌خوار است.